# Christophe de Lestang

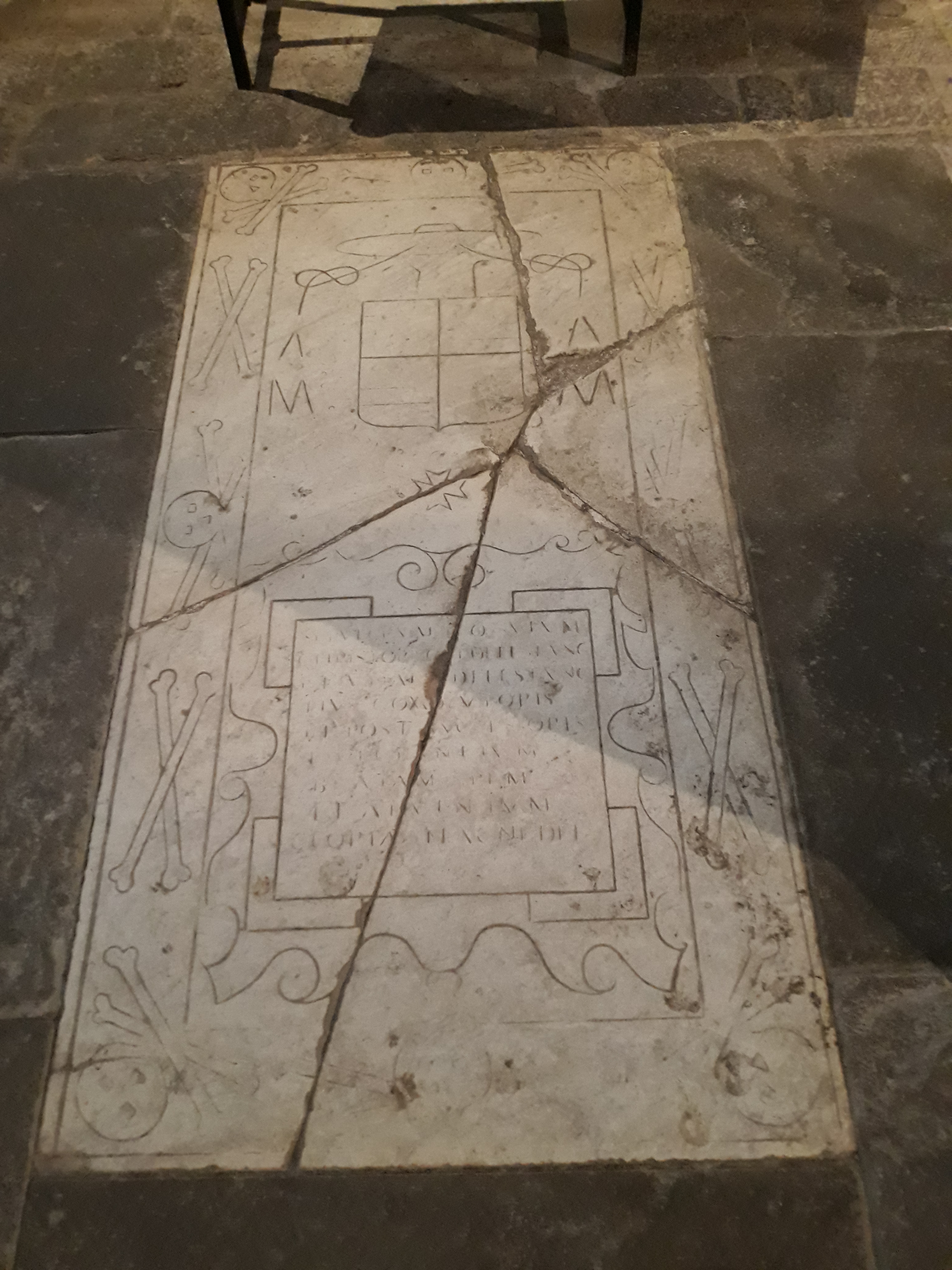
Dalle funéraire de Christophe et Vital de Lestang, située dans la basilique Saint-Nazaire à Carcassonne.

Christophe de Guilhon dit de Lestang ou de L'Estang, né à Brive en 1560, mort à Carcassonne le 16 août 1621, est un prélat français, évêque de Lodève puis de Carcassonne.

## Biographie
Il était le fils d'Étienne de Guilhon, seigneur de L'Estang et du Vialar, président au présidial de Brive, et Louise de Juyé, fille d' Antoine de Juyé , marchand et bourgeois de Tulle et de Michele Vialle (petite nièce d'Antoine Duprat, Chancelier de France de 1515 à sa mort en 1535).Pour des raisons politiques les preuves de noblesse nécessaires à son admission a l'ordre du Saint Esprit rapportent que sa grand-mère maternelle était une de Selve, sœur de Jean de Selve, premier président du parlement de Paris, négociateur du traité de Madrid (1526).Gustave Clément Simon a montré qu'il n'en est rien car le testament authentique d'Antoine Dioudelle dit Juyé du 13 avril 1529 cite explicitement Michelle Vialle.   Son frère Antoine de Lestang fut président au parlement de Toulouse.

### Carrière ecclésiastique
S'étant destiné très jeune à l'état ecclésiastique, il se forma dans l'entourage du cardinal de Birague auquel il succéda, à l'âge de vingt ans, comme évêque de Lodève (1580) ; il fut sacré l'année suivante par dispense du pape et prit possession de son évêché le 5 juin 1581. Il en fut expulsé en 1585 par le duc Henri Ier de Montmorency qui lui reprochait ses accointances avec la Ligue : le roi Henri III lui permit d'habiter le palais épiscopal de Carcassonne et d'en percevoir les revenus. Le 13 août 1597 il posa la première pierre de la nouvelle église du couvent des capucins de Toulouse au nom du cardinal de Joyeuse. 
En 1602, il fut pourvu de l'évêché d'Alet sur résignation de son prédécesseur, puis, peu après, il fut transféré sur le siège de Carcassonne dont il prit possession le 24 septembre 1603. Il consacra le 25 avril 1610 l'église des capucins de Carcassonne. Suivant les recommandations du concile de Trente, il établit le rite romain dans son diocèse. Son neveu Vital de Lestang, fils de Léonard de Lestang, fut, avec l'agrément du roi, son coadjuteur à partir de 1615, et lui succéda à sa mort.
Il fut désigné abbé commendataire de Montolieu par Henri III, mais il ne put obtenir ses provisions de Rome ; Libératus de Lestang, qui était son vicaire général à Lodève, lui succéda en 1591 et perçut en son nom les revenus du monastère. Il eut aussi les abbayes Saint-Pierre d'Uzerche et du Mas-Grenier, cette dernière en 1607, année de son union à la congrégation des Exempts.

### Carrière civile
Il fut député par la Ligue au roi Philippe II d'Espagne en 1591 pour le remercier des troupes qu'il avait envoyé en Languedoc et lui demander de poursuivre son aide. Il présida les sessions des États de Languedoc le 16 novembre 1604 à Albi, le 22 octobre 1605 à Narbonne.
Il fut nommé commandeur de l'ordre du Saint-Esprit lors de la promotion du 31 décembre 1619. Il fut aussi grand maître de la chapelle du roi à partir de 1617, conseiller d'État et conseiller au parlement de Toulouse. Le roi Louis XIII lui donna la commission de directeur des finances avec 16 000 livres d’appointements.
Il mourut à Carcassonne le 16 août 1621 et fut inhumé dans la Basilique Saint-Nazaire-et-Saint-Celse de Carcassonne, devant l'autel du Saint-Sacrement. Son cœur fut déposé à l'église des capucins. Son mausolée de marbre fut détruit durant la Révolution.